# بستنی سوخاری
بستنی سوخاری (به انگلیسی: Fried ice cream) یک دسر تهیه شده از یک اسکوپ بستنی که به سرعت سرخ شده‌است و پوسته ای گرم و ترد در اطراف بستنی سرد ایجاد می‌کند.
داستانهای متناقضی در مورد منشأ این دسر وجود دارد. برخی ادعا می‌کنند که این دسر نخستین بار در نمایشگاه جهانی شیکاگو در سال ۱۸۹۳، جایی که ساندویچ بستنی نیز اختراع شد، ارائه شده‌است. اگرچه در سال ۱۸۹۴، به یک کمپانی فیلادلفیا اعتبار این اختراع داده شد. ادعای سوم، از آغاز دهه ۱۹۶۰ این فرضیه را مطرح می‌کند که بستنی سوخاری توسط رستوران‌های ژاپنی tempura اختراع شده‌است.